# 샘꽈리중심세포
샘꽈리중심세포(centroacinar cells) 또는 중심선방세포(中心腺房細胞)는 이자의 외분비샘에 위치한 방추형의 세포이다. 이들은 사이관이 이자의 샘꽈리로 뻗어 나가는 부분에 존재한다. 흔히 관세포(duct cell)라고도 불리며 세크레틴에 의해 자극되면 중탄산염 용액을 분비한다. 또한 뮤신을 분비하는 역할도 한다.
사이관은 소엽속관(intralobular duct)으로 중탄산염을 운반하며, 소엽속관은 합쳐지면서 점점 커져 결국 최종적으로 이자관을 형성한다.

## 같이 보기
- 배엽에서 유래된 사람 세포 유형 목록
- 사람 세포 유형 목록

## 참고 문헌
이 문서는 현재 퍼블릭 도메인에 속하는 그레이 해부학 제20판(1918) page 1204의 내용을 기초로 작성된 글이 포함되어 있습니다.
1. 1 2  Wendy Lackey M.A. (February 2011). 〈lectures ession 12〉. 《Oral Cavity and Upper GI tract (coursepack from Michigan State University College of Human Medicine)》. 327쪽.